# Bolbaffer abyssinicus
Bolbaffer abyssinicus es una especie de coleóptero de la familia Geotrupidae.

## Distribución geográfica
Habita en Etiopía y en Eritrea.